# Bảo tàng Rèn, Warszawa
Bảo tàng Rèn ở Warsaw (tiếng Ba Lan: Muzeum Kowalstwa w Warszawie) là một bảo tàng tư nhân tọa lạc tại số 84 phố Przy Groblinằm, nằm ở rìa Dolinka Służewiecka trong quận Mokotów của thủ đô Warsaw, Ba Lan. Bảo tàng Rèn ở Warsaw là bảo tàng đầu tiên và duy nhất thuộc loại hình này ở Ba Lan có quy chế được Bộ trưởng Bộ Văn hóa và Di sản Quốc gia phê duyệt.

## Lịch sử
Bảo tàng được cặp vợ chồng Eleonora và Zdzisław Gałecki thành lập vào đầu thập niên 1990. Zdzisław Benedykt Gałecki là một thạc sĩ rèn, ông đã tốt nghiệp và lấy bằng thạc sĩ tại Học viện Mỹ thuật ở Toruń và là thành viên tích cực của Hiệp hội Nghệ sĩ và Nhà thiết kế Ba Lan. Hiện tại, Kamil Gałecki đảm nhiệm việc điều hành bảo tàng. Trụ sở của bảo tàng là một lò rèn được xây dựng bằng gỗ sồi, có diện tích 30 m². Bên trong lò rèn có các công cụ đặc trưng của các lò luyện kim ở ngoại ô vào đầu thế kỷ 20 ở Mazovia. Lò rèn này được thợ mộc Władysław Pyza đẽo trong thập niên 1980. Bảo tàng bắt đầu mở cửa cho công chúng vào cuối những năm 1990. Hàng năm, Bảo tàng Rèn cũng tham gia Đêm bảo tàng ở Warsaw.